# Fanny Burney
Fanny Burney (eg. Frances Burney, gift Madame d'Arblay) (13. juni 1752 i King's Lynn i Norfolk  i England – 6. januar 1840 i London) var en engelsk forfatter og dagbogsfører.
Hun var datter af musikeren dr. Charles Burney (1726-1814). 
Hun var en god iagttager af det sociale liv og nedfældede forskellige begivenheder, som hun anvendte i sin brevroman Evelina, som hun udgav anonymt i 1778. Romanen forårsagede stor opmærksomhed og blev særdeles rosende omtalt af dr. Samuel Johnson og sir Joshua Reynolds. Den skildrer en ung uskyldig pige fra landet og hendes chokerende møde med det løsslupne og hensynsløse liv i London.
Burney kom til at indgå i kredsen omkring dr. Johnson og fik en stilling ved hoffet gennem Georg 3. af Storbritanniens dronning Charlotte af Mecklenburg-Strelitz. Hun skrev yderligere tre romaner, Cecilia (1782), Camilla (1796) og The Wanderer (1814). Hun er også berømt for sine dagbøger, The diary of Fanny Burney (i udvalg 1940), The journals and letters of Fanny Burney (1972-1984) og The early journals and letters of Fanny Burney (1988-2003). Her skildrer hun bl.a. sine fem ulykkelige år ved hoffet. Til slut blev hun syg og måtte vende hjem. 
I 1793 giftede hun sig med den franske politiske flygtning general d'Arblay og fik med ham en søn, Alexandre, (født 1794).
I 1802 begav hun sig med mand og søn til Frankrig, hvor manden satsede på en karriere i militæret. De opholdt sig i Frankrig i ti år. Burney blev senere ramt af brystkræft og overlevede en operation uden bedøvelse. Hun døde i 1840, 87 år gammel.